# Carl von Basedow
Carl Adolph von Basedow (n. 28 martie 1799, Dessau, Anhalt-Dessau⁠(d) – d. 11 aprilie 1854, Merseburg, Saxonia-Anhalt, Germania) a fost un medic german, celebru pentru descrierea simptomelor bolii care va fi denumită ulterior Boala Basedow-Graves.

## Biografie
S-a născut la Dessau. Unchiul său, Johann Bernhard Basedow, a fost un celebru pedagog, teolog și scriitor german.
După absolvirea gimnaziului în orașul natal, studiază medicina la universitatea din Halle. Acolo îl are ca profesor pe celebrul anatomist Johann Friedrich Meckel, unul din fondatorii teratologiei. Sub îndrumarea acestuia, în 1821. Basedow își dă teza de doctorat cu o lucrare despre o nouă metodă de amputare a gambei (Commentationes in novam amputationis cruris panniculatae encheiresin).
În perioada 1821 - 1822, Basedow este medic la Paris. Începând cu 1822, este medic generalist la Merseburg. Participă activ la lupta împotriva epidemiilor de holeră din Merseburg și Magdeburg.

## Contribuții
De numele lui Basedow sunt legate trei mari tulburări funcționale:
- Coma lui Basedow
- Sindromul ocular al lui Basedow
- Boala Basedow-Graves: cea mai celebră, având ca simptome: hipertiroidism, xeroftalmie (ochi bulbucați) și formarea gușei.